# Segno di Chvostek
Il segno di Chvostek, o anche segno di Chvostek-Weiss, in semeiotica medica, è la particolare contrazione dei muscoli facciali in seguito alla stimolazione tattile di specifici punti del cranio.
Il segno diviene evidente principalmente in condizioni di ipocalcemia (ad esempio nell'ipoparatiroidismo, nello pseudoipoparatiroidismo, nella carenza da vitamina D) in conseguenza di una ipereccitabilità del sistema nervoso, sia periferico che centrale, ma anche in altre condizioni cliniche.

## Eponimi
Il segno prende il nome dal medico František Chvostek (1835–1884), un chirurgo austriaco nato in Moravia, nella Repubblica Ceca. Chvostek nella sua vita professionale si dedicò allo studio dell'eziopatogenesi e del trattamento dei disturbi neurologici, ricorrendo anche all'uso dell'elettroterapia. Egli descrisse per la prima volta nell'anno 1876 il segno che prende il suo nome.
In letteratura medica è conosciuto anche con l'aggiunta del nome di Weiss, in onore di Nathan Weiss (1851-1883), un altro medico austriaco che lo descrisse indipendentemente nell'anno 1883.

## Caratteristiche

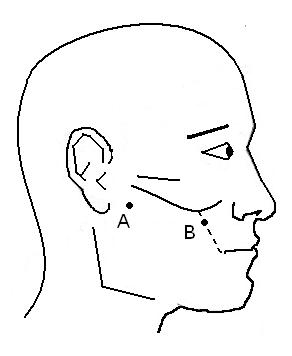
Rappresentazione schematica dei punti da stimolare per evocare il segno di Chvostek:
A: segno di Chvostek tipo I;
B: segno di Chvostek tipo II

### Segno di Chvostek tipo I
Percuotendo con un dito o un martelletto un punto che si trova circa 2 cm davanti al lobo dell'orecchio e circa 1 cm sotto al processo zigomatico si ottiene, ipsilateralmente, la contrazione di tutti o alcuni muscoli innervati dal nervo faciale. L'effetto finale è la deviazione laterale della rima labiale e della pinna nasale verso il lato stimolato.

### Segno di Chvostek tipo II
Percuotendo un punto tra il terzo medio e il terzo superiore della linea congiungente l'angolo della bocca al processo zigomatico si osserva la contrazione dei soli muscoli dell'angolo della bocca e della radice del naso.

## Significato clinico
Il significato del segno di Chvostek è sovrapponibile a quello del segno di Trousseau: la sua positività indica eccitabilità neuromuscolare indotta da ipocalcemia latente.
Il segno di Chvostek nei soggetti con tetania è frequente ma non specifico, essendo presente in una percentuale che può arrivare tra il 10% ed il 25 % degli adulti in buona salute.
La sensibilità appare minore rispetto a quella dell'analogo segno di Trousseau. È stato verificato che il segno è negativo in una percentuale pari al 30% circa dei soggetti con ipocalcemia comprovata da dati di laboratorio.
La combinazione di scarsa sensibilità e specificità ha portato alcuni studiosi ad avanzare riserve sulla sua reale utilità clinica del segno come dato semeiologico.
Il segno può essere positivo anche in soggetti affetti da diversi disturbi e condizioni come l'ipomagnesemia, la diarrea, la difterite, il morbillo, il tetano ed il mixedema.
Questo segno può essere riscontrato anche in soggetti con alcalosi respiratoria, ad esempio in conseguenza di una sindrome da iperventilazione, che può determinare una drastica riduzione della concentrazione sierica degli ioni di calcio pur a livelli normali, per il legame di una quota consistente di calcio ionizzato (Ca2+) con l'albumina e le globuline.